# Platycythara
Platycythara é um gênero de gastrópodes pertencente a família Mangeliidae.

## Espécies
- Platycythara curta (Dall, 1919)[1]
- Platycythara elata (Dall, 1889)[2]
- Platycythara electra (Dall, 1919)[3]
- †Platycythara eurystoma W.P. Woodring, 1928

Espécies trazidas para a sinonímia
- †Platycythara metria (Dall 1903): sinônimo de Vitricythara metria (Dall, 1903)